# محمد حسابی
سید محمد حسابی (۱۲۷۹–۱۳۲۹) پزشک ایرانی و برادر محمود حسابی است.

## زندگی‌نامه
تحصیلات ابتدایی و متوسطه را در مدرسه فرانسوی و دانشگاه آمریکایی بیروت به پایان رساند و تحصیلات عالیه را در دانشکده پزشکی فرانسوی بیروت به سال ۱۹۲۴ میلادی (۱۳۰۳ شمسی) انجام داد و به اخذ دیپلم دولتی و حق طبابت در فرانسه و مستملکات آن کشور نایل آمد. سپس به فرانسه عزیمت کرد و از ۱۹۲۴ تا ۱۹۳۰ میلادی (۱۳۰۳ تا ۱۳۰۹ شمسی) در رشته رادیولوژی مشغول تحصیل شد و گواهی نامه تخصصی دریافت کرد. مدتی به عنوان دستیار رسمی در بیمارستان سن لویی مشغول کار بود و پایان‌نامه خود را در باب «رادیوتراپی در گواتراگز و فتالمیک» گذراند.
وی به سال ۱۳۰۶ به تهران مراجعت کرد و به ریاست بخش پزشکی بیمارستان وزیری منصوب شد و در سال ۱۳۱۰ به ریاست بخش رادیولوژی بیمارستان ابن سینا انتخاب و در سازمان نوین دانشکده به همین سمت ابقا شد. ایشان به سال ۱۳۲۸ به استادی کرسی رادیولوژی انتخاب شد. حسابی به سال ۱۹۳۴ میلادی در کنگره رادیولوژی و پرتودرمانی که در سوئیس تشکیل شد شرکت کرد و به سال ۱۹۴۹ میلادی به آمریکا سفر کرد و مدتی در موسسات طبی آمریکا در باب سرطان به تحقیق و مطالعه مشغول بود.
پدرشان عباس حسابی (معز السلطنه) از کارمندان عالی‌رتبه وزارت خارجه و سالها سفیر ایران در کشورهای اروپایی بلژیک و اسپانیا بود. هنگامی که پدر به سفارت ایران در بیروت منصوب شد، همراه با همسر و فرزندان خود محمد و محمود حسابی به بیروت عزیمت کرد. پس از پایان مأموریت پدرشان در بیروت نیز به پیشنهاد مادرشان خانم گوهرشاد حسابی (مدحت السلطنه) و موافقت پدر در آنجا باقی ماند.
حسابی تحصیلات ابتدایی و متوسطه را در مدرسه یسوعی‌ها (Jesuite)های فرانسوی و دانشگاه بیروت به پایان رساند. این دوران مصادف با بروز جنگ جهانی اول بود. چون ارسال پول از ایران به‌طور نامرتب صورت می‌گرفت (بواسطه ازدواج مجدد معز السلطنه و ممانعت همسر جدید ایشان- رجوع شود به کتاب «استاد عشق» نوشته ایرج حسابی) ایشان گاه برای جبران مخارج به تدریس مشغول می‌شد. در آغاز مدت سه سال به تحصیل حقوق در دانشگاه بیروت پرداخت و سپس به پیشنهاد پدرشان به دانشگاه پزشکی وارد و در ۱۴ اوت ۱۹۲۴ از آن دانشگاه فارغ‌التحصیل شد و به اخذ دیپلم دولتی (Diplome d'Etat) و حق طبابت در فرانسه و مستملکات آن کشور نایل آمد. ایشان در سال ۱۳۰۶ شمسی به تهران مراجعت و به ریاست بخش داخلی بیمارستان وزیری منصوب شد. در سال ۱۹۲۸ میلادی برای اخذ تخصص و ادامه مطالعات به کشور فرانسه (پاریس) عزیمت کرده و ابتدا به اخذ گواهی نامه تخصصی در رشته قلب و عروق از سرویس لوبری (Laubry) در بیمارستان بروسه (Broussais) به تاریخ ۱۹۳۰ نایل شده و سپس در بیمارستان سن لویی ابتدا با سمت دستیار آزاد (Libre) و سپس به عنوان دستیار رسمی در سرویس تصویربرداری دیجیتال به ریاست بلو (Belot) مشغول تحصیل شد و پایان‌نامه خود را در باب (رادیوتراپی در گوارتراکزوفتالمیک) به سال ۱۹۳۰ میلادی گذراند.
پس از بازگشت دوباره به تهران در سال ۱۳۱۰ (بعد از حبیب عدل) به ریاست بخش رادیولوژی (پرتوشناسی) بیمارستان دولتی منصوب شد. این بیمارستان بعدها به دانشکده پزشکی انتقال یافت و در سال ۱۳۱۹ نام آن به بیمارستان سینا تغییر یافت. در سرویس رادیولوژی بخش‌های متعددی از جمله رادیوتراپی وجود داشت. حسابی از کسانی بود که برای انتقال بیمارستان سینا به دانشکده پزشکی کوشش بسیار کرد. ایشان در سال ۱۹۳۴ میلادی (۱۳۱۳ شمسی) نیز در کنگره رادیولوژی و پرتودرمانی که در کشور سوئیس برپا شد به عنوان نماینده ایران شرکت کرد.
ایشان با سوابق دانشگاهی و تجربیاتی که در رشته رادیوتراپی سرطان داشت و هم به دلیل عضویت در هیئت مدیره جمعیت شیر و خورشید سرخ آرزوی دیرین خود به منظور برپایی مرکز مجهزی برای درمان سرطان، طرحی را ارائه داد. ایشان برای این منظور در سال ۱۹۲۹ به مدت یک سال به کشور آمریکا مسافرت کرد و به مطالعه در باب سرطان و پیشرفت‌های نوین آن روز در رشته رادیوتراپی و بازدید از مراکز آن کشور و کاربرد مواد رادیواکتیو پرداخت. برای ایجاد چنین مرکزی ساختمان قسمت شرقی بیمارستان امام خمینی در نظر گرفته شد که به یاری سازمان شیر و خورشید سرخ (هلال احمر فعلی) ساختمان مفصل و آبرومندی برپا شد و بخش سرطان در سال ۱۳۳۵ به آنجا انتقال یافت.
حسابی پس از بازگشت از آمریکا نتایج بررسی‌ها و مشاهدات خود را در طی سخنرانی مفصلی در سالن انجمن ایران و آمریکا و همچنین در دو جلسه را در رادیو تهران آن موقع بیان داشت. ایشان در سال ۱۳۳۸ (۱۹۵۹ میلادی) در دومین کنگره طب فیزیک (۲۰ تا ۲۲ اوت) و همچنین در پانزدهمین کنگره بین‌المللی تاریخ پزشکی که در همان ماه در لندن برپا شد شرکت کرد. وی به زبان‌های عربی- انگلیسی و فرانسه تسلط کامل داشت.
در اینجا لازم به یادآوری است که در ۲۹ خرداد ۱۳۱۲ شمسی پس از فوت مادرشان خانم گوهرشاد حسابی، فرزندان ایشان محمد و محمود حسابی منزل مسکونی ایشان در خیابان بلورسازی را در مراسمی با حضور جم وزیر وقت داخله (کشور) طی سند رسمی به وزارت بهداری واگذار کرد و محمد حسابی نیز طی سند رسمی ریاست بیمارستان را که (بیمارستان گوهرشاد حسابی) نامگذاری شد به عهده گرفت. این بیمارستان در هنگام افتتاح ۵۰ تختخواب داشت و در سال ۱۳۱۹ نیز به دانشگاه تهران انتقال یافت و از جمله بیمارستان‌های آموزشی دانشکده پزشکی شد.
البته این مغایر گفته های ایرج حسابی ، فرزند محمود حسابی است. چرا که او وجود عموی خود را مسکوت گذاشته است و گفته است پدر خودش رئیس بیمارستان بوده.
این بیمارستان دارای بخش‌های داخلی، جراحی، زنان و مامایی و همچنین درمانگاه‌های طبی- جراحی و دندانپزشکی و تا سال ۱۳۳۰ فعال بود و در آن هنگام دارای ۷۵ تخت بود.
در سازمان نوین دانشکده پزشکی تهران ایشان نخست مدت کوتاهی به عنوان استاد اخلاق پزشکی (پس از غنی) و سپس در سال ۱۳۲۹ با برپایی کرسی رادیولوژی به عنوان نخستین استاد رادیولوژی در دانشگاه تهران برگزیده شد.

## درگذشت
محمد حسابی در تاریخ ۲۳ فروردین ۱۳۲۹ درگذشت. جهت بزرگداشت ایشان مجالس متعددی در تالار ابن سینای دانشکده پزشکی تهران برپا شد و دانشکده پزشکی یک روز تعطیل شد.